# 责稽王

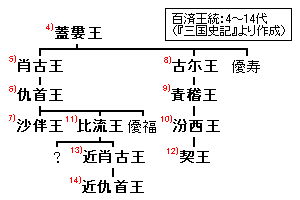
三国史记中的百济世系

責稽王（？—298年）是第九代百濟國王，286年至298年在位。《三國史記·百濟本紀》作青稽王。名責替該。他是古爾王的長子，286年11月即位，夫人寶菓是帶方郡太守劉氏（劉昕後人）的女兒。
286年，高句麗進攻帶方郡。帶方太守向百濟求救，責稽王出兵擊退了高句麗。此後，百濟與帶方郡太守保持軍事同盟的關係，而與高句麗關係則相當緊張。為了防禦高句麗的進攻，他修復了百濟的都城慰禮城，並修復了要塞阿且城（今首爾特別市城東區）和蛇城。
298年9月，晉樂浪太守聯合東濊入侵百濟，責稽王率軍防禦，被殺。在位13年。

## 腳注
1. ↑  據《三國遺事》王曆
2. ↑  一作虵城